# Szentlőrinc
Szentlőrinc (hongrois : Szentlőrinc [ˈsɛntløːɾints] ; allemand : St. Laurenz ; croate : Selurinac) est une localité hongroise, ayant le rang de ville dans le comitat de Baranya. Chef-lieu de la micro-région de Szentlőrinc, elle est située entre le Mecsek, le Zselic et l'Ormánság.

## Histoire
Une nécropole du second âge du fer, datée du milieu du Ve siècle av. J.-C. au milieu du IVe siècle av. J.-C., a été découverte. Des graffites en vénète ont pu être déchiffrés sur le matériel funéraire et ont permis d'identifier la population concernée (Vénètes).